# Linn Mesa
Die Linn Mesa ist ein kleiner Tafelberg im ostantarktischen Viktorialand. In den Southern Cross Mountains ragt er 5 km südlich der Chisholm Hills auf.
Der United States Geological Survey kartierte ihn anhand eigener Vermessungen und Luftaufnahmen der United States Navy aus den Jahren von 1960 bis 1964. Das Advisory Committee on Antarctic Names benannte ihn 1969 nach Paul E. Linn, Installateur auf der McMurdo-Station in den Jahren 1963 und 1967.